# Колодяжненська сільська територіальна громада
Колодяжненська сільська об'єднана територіальна громада — об'єднана територіальна громада в Україні, в Ковельському районі Волинської області. Адміністративний центр — село Колодяжне.
Площа громади — 308,3 км², населення — 4569 мешканців (2018).
Утворена 8 жовтня 2016 року шляхом об'єднання Колодяжненської, Кричевичівської, Скулинської та Уховецької сільських рад Ковельського району.

## Населені пункти
До складу громади входять 19 сіл: Білашів, Будище, Волошки, Воля-Любитівська, Ворона, Гончий Брід, Грушівка, Дроздні, Іванівка, Колодяжне, Кричевичі, Ломачанка, Любитів, Перковичі, Рокитниця, Скулин, Стеблі, Уховецьк та Черемошне.

## Географія
Територія громади належить до басейну річки Турії — притока Прип'яті (басейн Дніпра). Біля села Будища протікає річечка Воронка — права притока Турії.
Через село Колодяжне проходить автошлях європейського значення E85, що з'єднує Берестя з Чернівцями, в межах України траса має назву М19, ділянка Ковель—Луцьк. На території сільради з цією трасою збігається регіональний автошлях Т 0311.
Територією громади, через село Колодяжне, проходить електрифікована залізнична гілка, є однойменний зупинний пункт — ділянка Ківерці — Ковель.